# Yusuf Kadel
Yusuf Kadel, né le 5 décembre 1970 à Beau-Bassin (Île Maurice), est un auteur dramatique et poète mauricien.

## Biographie
Yusuf Kadel naît en décembre 1970 à Beau-Bassin sur l'Île Maurice,. En 1989, après sept années passées au collège du Saint-Esprit, à Quatre-Bornes, Yusuf Kadel s’inscrit à l’Université Paris 1 pour un D.E.U.G. d’A.E.S. (Administration Économique et Sociale). Mais il déserte très vite les bancs de la faculté et le quartier Latin, préférant l’ambiance des cafés. Il  rédige sa première pièce, Un septembre noir, qui lui vaut le prix Jean Fanchette en 1994.
De retour à Maurice, il est introduit au sein d’un cercle littéraire, le Cénacle, où il découvre ce qu’il appelle « l’autre langage », la poésie. Surenchairs, son premier recueil, paraît en 1999. Il rassemble une cinquantaine de poèmes, qui suggèrent une vision très personnelle de la condition humaine. Le texte est sélectionné la même année pour le prix Radio France du Livre de l’océan Indien.
Après avoir intégré le comité de lecture du Nouvel Essor, magazine littéraire et culturel publié par l’Alliance française, Yusuf Kadel participe, en octobre 2006, à la création de la revue de poésie Point barre, la toute première revue de poésie de l’histoire littéraire mauricienne. En mai 2014, il rejoint le jury du festival de théâtre Passe Portes aux côtés, entre autres, de Bernard Faivre d'Arcier, Claudia Cardinale et Bruno Solo.

## Citation
« L’écriture est pour Yusuf Kadel une expérience individuelle et collective à la fois, qui pousse l’exigence structurelle à son paroxysme. Individuelle dans l’épure et la capacité du renoncement de soi, collective dans la captation d’un héritage émotionnel. Il est l’écrivain mauricien dont la grande silhouette hantera désormais, et pour longtemps, les mots qui irriguent et donnent chair au plaisir littéraire. » – Caya Makhélé, Cultures Sud N° 170.

## Prix et distinctions littéraires
- Prix Jean Fanchette (1994) pour Un septembre noir
- Sélection, prix Radio France du Livre de l’océan Indien (2001) pour Surenchairs
- Sélection, prix Continental du meilleur espoir littéraire africain (2009) pour Soluble dans l'œil
- Bourse d’écriture du Centre national du Livre (2010)
- Sélection, prix SACD (Société des Auteurs et Compositeurs dramatiques) de la dramaturgie de langue française (2010) pour Minuit